# Вільям Болдвін
Вільям Болдвін (англ. William Baldwin; 21 лютого 1963) — американський актор.

## Біографія
Вільям Болдвін народився 21 лютого 1963 року в селищі Масапекуа округ Нассау на острові Лонг-Айленд, штат штат Нью-Йорк, США. Батько — Александер Рей Болдвін молодший, вчитель історії і тренер з американського футболу, мати — Керол Мартіно Болдвін. В сім'ї було ще троє братів (Алек, Деніел і Стівен) і дві сестри (Джейн і Елізабет). Займався футболом, бейсблом і боротьбою. Закінчив середню школу Альфреда Дж. Бернера. Навчався в державному університеті Нью-Йорка в Бінгемтоні з 1981 року, здобув вищу освіту в галузі політики. Працював як чоловіча модель.
Першим фільмом Вільяма стала кримінальна драмаі «Вбивство випускниці» (1989). Потім були фільми «Зворотня тяга» (1991) із Куртом Расселом та «Тріска» (1993) із Шерон Стоун.
Вільям одружився у 1995 році на співачці Шайнні Філліпс, у них троє дітей.

## Фільмографія
| Рік       |    | Українська назва                       | Оригінальна назва                    | Роль                     |
| --------- | -- | -------------------------------------- | ------------------------------------ | ------------------------ |
| 1989      | тф | Убивство випускниці                    | The Preppie Murder                   | Роберт Чамберс           |
| 1989      | ф  | Народжений четвертого липня            | Born on the Fourth of July           | солдат                   |
| 1990      | ф  | Внутрішнє розслідування                | Internal Affairs                     | Ван Стретх               |
| 1990      | ф  | Коматозники                            | Flatliners                           | Джо Гарлі                |
| 1991      | ф  | Зворотна тяга                          | Backdraft                            | Браян Маккеффрі          |
| 1993      | ф  | Три серця                              | Three of Hearts                      | Джо Каселла              |
| 1993      | ф  | Щепка                                  | Sliver                               | Зек Гоукінс              |
| 1995      | ф  | Чесна гра                              | Fair Game                            | детектив Макс Кіркпатрік |
| 1996      | ф  | Запечена кров                          | Curdled                              | Пол Ґвел                 |
| 1998      | ф  | Зруйновані зображення                  | Shattered Image                      | Браян                    |
| 1999      | ф  | Вірус                                  | Virus                                | Стів Бейкер              |
| 1999      | тф | Братство вбивць                        | Brotherhood of Murder                | Том Мартінез             |
| 2001      | ф  | Одноокий король                        | One Eyed King                        | Френк                    |
| 2002      | ф  | Ну ти й недоумок                       | You Stupid Man                       | Брейді                   |
| 2003      | тф | Східний округ Нью-Йорка                | E.D.N.Y.                             | Майк Келлі               |
| 2004      | ф  | Викрадачі картин                       | Art Heist                            | Брюс Волкер              |
| 2004—2007 | мс | Денні-привид                           | Danny Phantom                        | Джонні 13                |
| 2007—2009 | с  | Брудні мокрі гроші                     | Dirty Sexy Money                     | Патрік Дарлінг           |
| 2006      | ф  | 1 миля до Ленекса                      | Lenexa, 1 Mile                       | Ден Кунні старший        |
| 2007      | ф  | Утрачені в Манхеттені                  | Adrift in Manhattan                  | Марк Фіппс               |
| 2007      | ф  | Шум                                    | Noise                                | Mayor's Chief of Staff   |
| 2008      | ф  | В прольоті                             | Forgetting Sarah Marshall            | детектив Гантер Раш      |
| 2010      | мф | Ліга Справедливості: Криза двох світів | Justice League: Crisis on Two Earths | Бетмен                   |
| 2010      | с  | Батьки                                 | Parenthood                           | Гордон Флінт             |
| 2010—2012 | с  | Пліткарка                              | Gossip Girl                          | Вільям ван дер Вудсен    |
| 2011—2012 | с  | Гаваї 5.0                              | Hawaii Five-0                        | Френк Делано             |
| 2011      | тф | Убивця в соціальній мережі             | The Craigslist Killer                | детектив Беннетт         |
| 2012      | с  | 30 потрясінь                           | 30 Rock                              | Ленс Дрейк Мандрелл      |
| 2012      | с  | Чоловіки у справі                      | Men at Work                          | Шепард Пітерс            |
| 2013      | тф | Будь моїм Валентином                   | Be My Valentine                      | Ден Фаррелл              |
| 2014      | с  | Вілфред                                | Wilfred                              | Брюс                     |
| 2016      | ф  | Паяльна лампа                          | Blowtorch                            | детектив Френк Гоган     |
| 2017      | ф  | Максимальний удар                      | Maximum Impact                       | замовник замаху          |
| 2018      | с  | Судна ніч                              | The Purge                            | Девід Райкер             |